# Mizgirių Gintaro Muziejus
Mizgirių Gintaro Muziejus je soukromé muzeum a galerie zaměřené na jantar a jeho využití a historii. Nachází se v Nidě v Nerinze na Kuršské kose v Klaipėdském kraji v západní Litvě.

## Další informace
Polodrahokam jantar je v muzeu prezentován v uměleckých, kulturních, historických a vědeckých formách včetně interaktivních prostředků. Jedinečnost expozice je dána bohatou sbírkou vzácných jantarů z Litvy i zahraničí a uměleckých děl a jejich vizualizace. Galerie, která se nachází ve druhém patře, vystavuje díla profesionálních litevských a zahraničních umělců. V muzejním obchodě lze zakoupit umělecká díla z jantaru. Vstup do muzea je zpoplatněn.

## Galerie

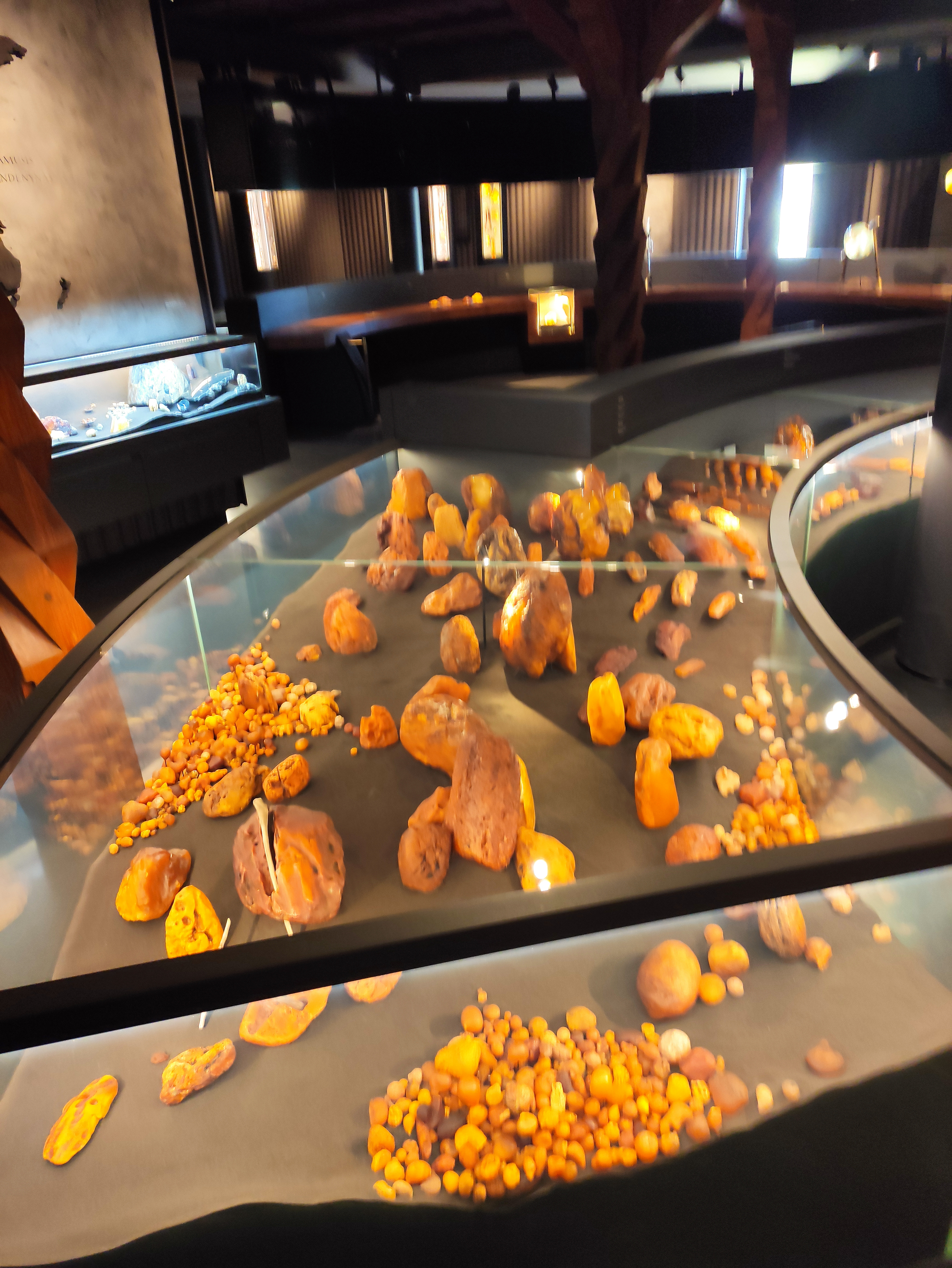
Jantar v interiéru muzea
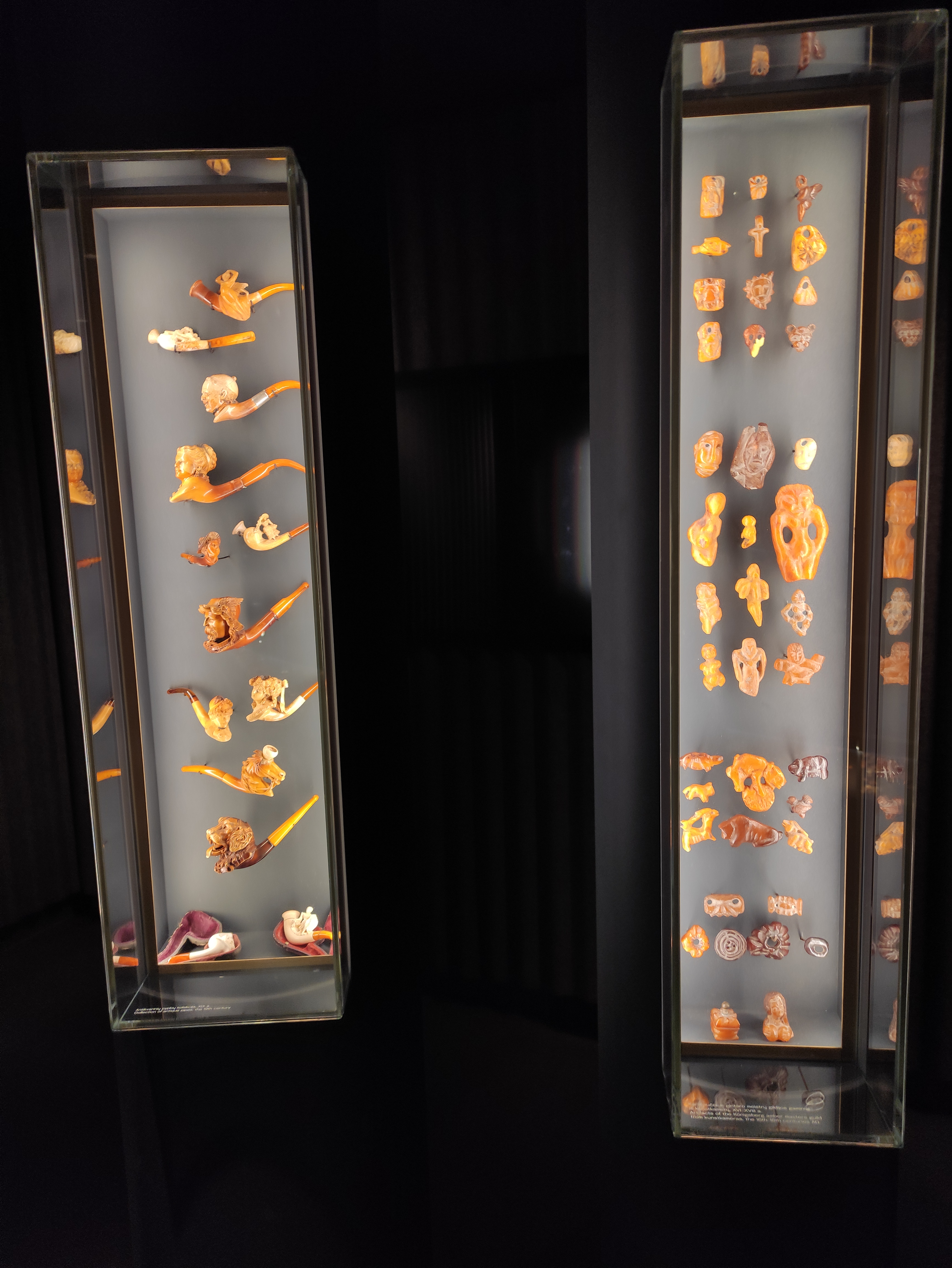
Jantar v interiéru muzea
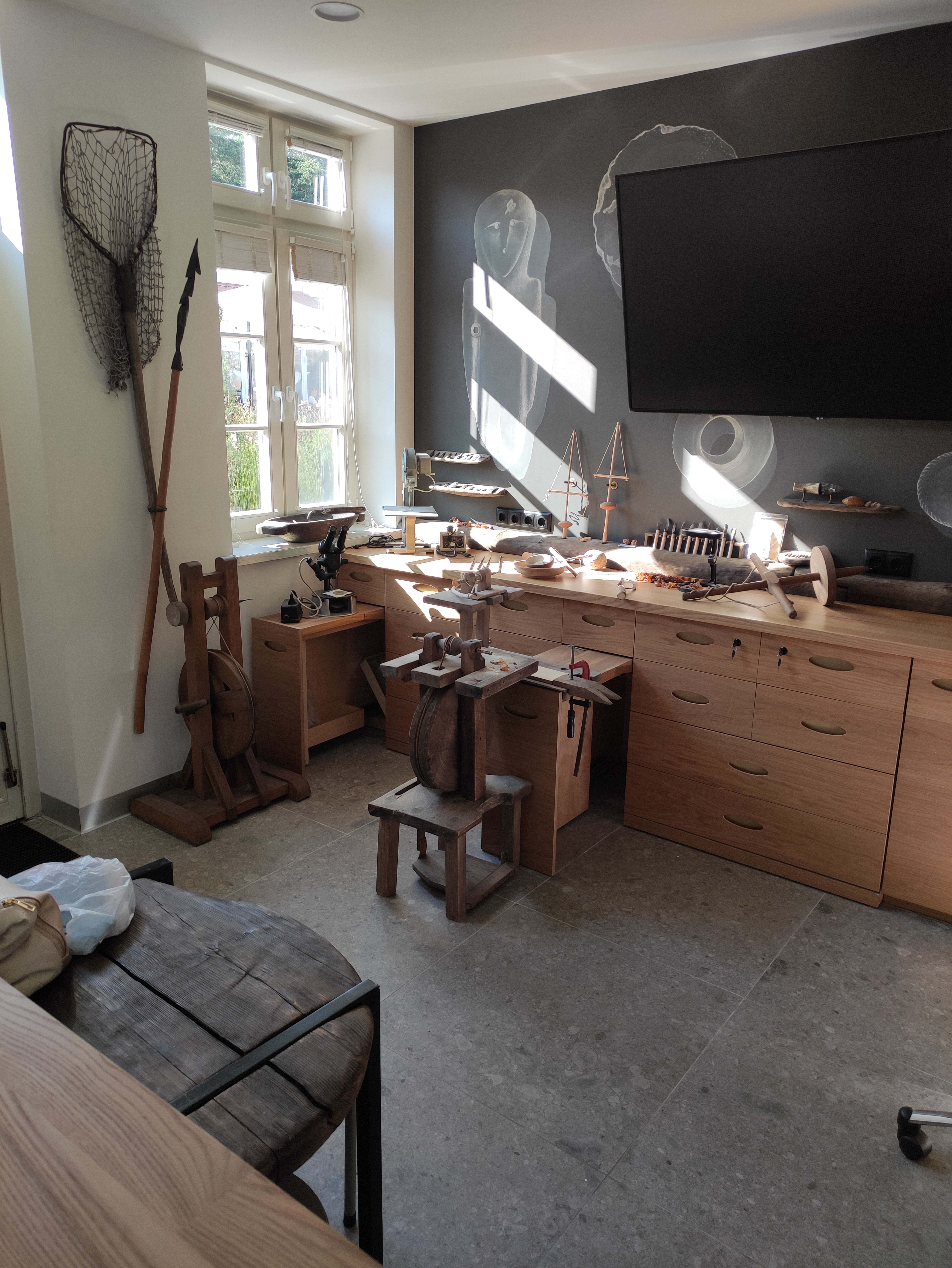
Expozice zpracování jantaru
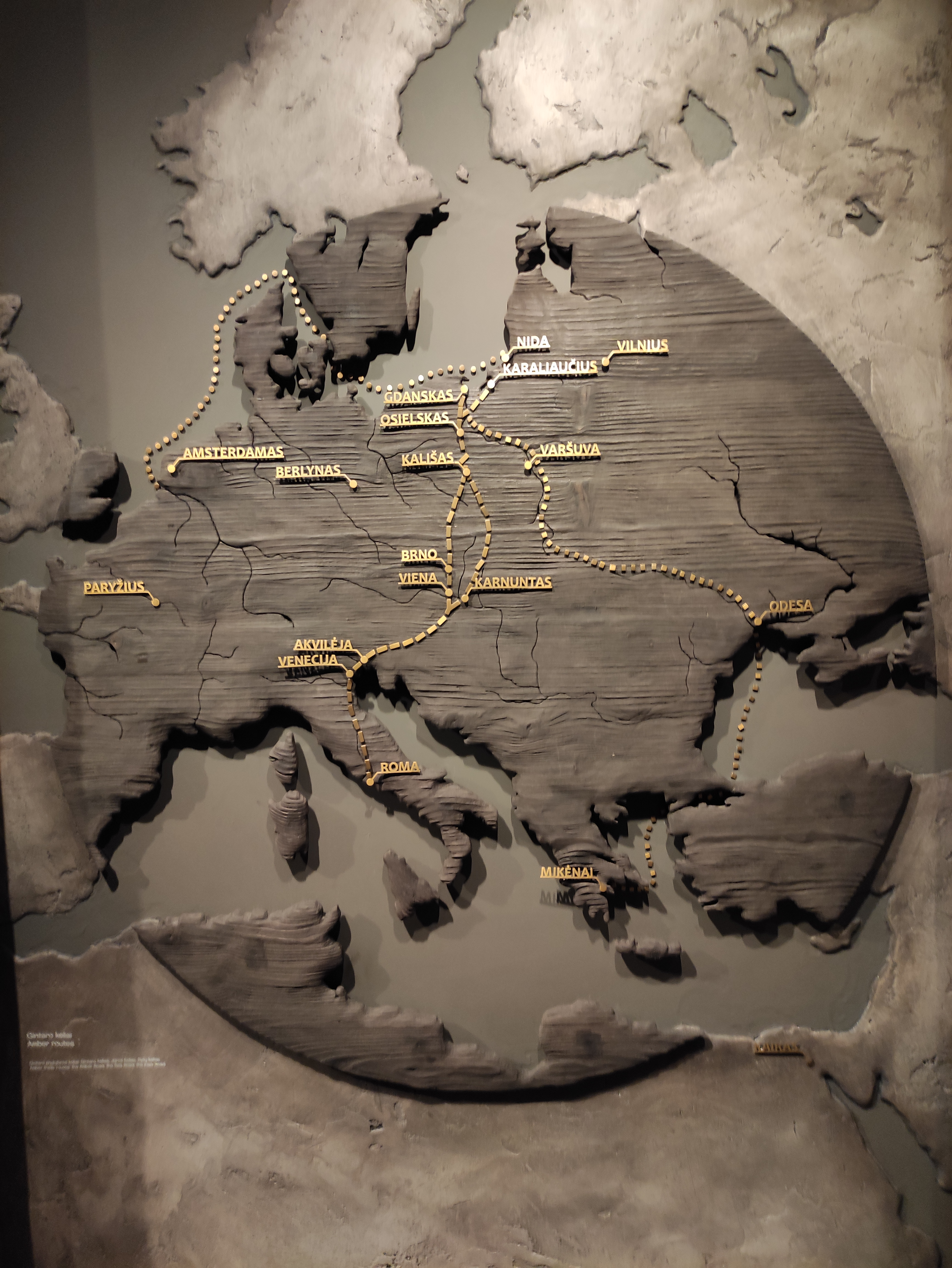
Jantarová stezka